# Погановці
45°29′ пн. ш. 18°23′ сх. д. / 45.48° пн. ш. 18.39° сх. д.
Погановці (хорв. Poganovci) — населений пункт у Хорватії, в Осієцько-Баранській жупанії у складі громади Подгорач.

## Населення
Населення за даними перепису 2011 року становило 235 осіб.
Динаміка чисельності населення поселення:

## Клімат
Середня річна температура становить 11,05 °C, середня максимальна – 25,40 °C, а середня мінімальна – -6,10 °C. Середня річна кількість опадів – 677 мм.
| Клімат поселення                              | Клімат поселення | Клімат поселення | Клімат поселення | Клімат поселення | Клімат поселення | Клімат поселення | Клімат поселення | Клімат поселення | Клімат поселення | Клімат поселення | Клімат поселення | Клімат поселення | Клімат поселення |
| Показник                                      | Січ.             | Лют.             | Бер.             | Квіт.            | Трав.            | Черв.            | Лип.             | Серп.            | Вер.             | Жовт.            | Лист.            | Груд.            |                  |
| Середній максимум, °C                         | 5,70             | 8,00             | 12,60            | 17,19            | 22,29            | 25,40            | 25,39            | 24,86            | 20,76            | 15,37            | 9,40             | 5,46             |                  |
| Середня температура, °C                       | −0,2             | 2,10             | 6,70             | 11,27            | 16,36            | 19,49            | 21,35            | 20,83            | 16,70            | 11,33            | 5,40             | 1,40             |                  |
| Середній мінімум, °C                          | −6,1             | −3,81            | 0,74             | 5,35             | 10,45            | 13,56            | 17,29            | 16,76            | 12,65            | 7,28             | 1,31             | −2,63            |                  |
| Норма опадів, мм                              | 43               | 39               | 41               | 53               | 62               | 86               | 64               | 61               | 51               | 59               | 65               | 53               |                  |
| Середньомісячна швидкість вітру, м/с          | 2.21             | 2.50             | 2.80             | 2.70             | 2.40             | 2.20             | 2.11             | 1.99             | 1.91             | 2.06             | 2.20             | 2.30             |                  |
| Середньомісячна сонячна радіація, кДж/м²·день | 4254             | 6932             | 10872            | 15366            | 19353            | 21427            | 22218            | 20362            | 14948            | 9302             | 4810             | 3540             |                  |
| --------------------------------------------- | ---------------- | ---------------- | ---------------- | ---------------- | ---------------- | ---------------- | ---------------- | ---------------- | ---------------- | ---------------- | ---------------- | ---------------- | ---------------- |
| Джерело:                                      |                  |                  |                  |                  |                  |                  |                  |                  |                  |                  |                  |                  |                  |